# Струмска операция
Струмска операция е настъпателна операция на българската армия през Първата световна война. Осъществена е в периода 17 – 23 август 1916 година. Операцията е проведена успоредно с Леринската настъпателна операция и завършва с успех за българската армия, като води до окупация на 4000 km2 в гръцката част на Източна Македония.

## История
През август 1916 г. Румъния решава да се включи във военните действия на страната на Антантата. Съюзниците планират голяма офанзива на македонския фронт за средата на август, за да подпомогнат влизането на Румъния във войната и да приковат колкото се може повече български войски. Българското главно командване подозира предстоящо настъпление, а разразилите се на 9 август боеве при Дойран само потвърждават тези подозрения. От своя страна българите призовават за настъпление в Македония от началото на годината, като сега планират да атакуват 1-ва и 2-ра армия на двата съюзнически фланга. Началникът на Генералния щаб на германската армия Фалкенхайн разрешава настъплението на българските войски към гръцка Тракия и гръцка Македония. Това трябва да създаде обгръщаща позиция по отношение на източните армии на съюзниците, настъпващи от Солун, и да усложни предвиденото от тях настъпление.
На западния фланг Чеганската операция води до превземането на Лерин, но 1-ва армия не успява да превземе Чеган (днес Агиос Атанасиос). Планът на източния фланг е да се овладее железопътната линия Драма-Комотини, като тази цел е възложена на българската 2-ра армия и 10-та дивизия. За операцията генерал Георги Тодоров може да разчита на 58 батальона, 116 картечници, 57 артилерийски батареи и 5 кавалерийски ескадрона в своята армия и още 25 батальона, 24 картечници, 31 батареи и 5 ескадрона в 10-та дивизия.
Настъплението на Струма започва на 18 август. За шест дни българските войски, настъпващи на фронт с дължина 230 km, постигат всичките си цели и се установяват на източния бряг на Струма и заемат градовете Сяр, Драма и Кавала. Гръцкото кралско правителство в Атина нарежда на местните гръцки войски да не се съпротивляват на българското нашествие (за да запази неутралитет на всяка цена) и демобилизира войските си. Част от гръцките гарнизони на тези точки, принадлежащи към 4-ти корпус, се съсредоточават в Драма, откъдето те, с помощта на германците, със съгласието на кралското правителство, са изпратени в Силезия (в град Згожелец) на 10 септември, където са интернирани до края на войната.
В резултат на операцията дълбочината на настъплението достига 80 – 90 km и е заета площ от 4000 km2. В резултат на операцията македонският фронт е намален със 100 – 120 km.